# کفتاردره
کفتاردره یا کفتال‌دره یا در ۶۵ کیلومتری شهر دماوند در شعاع ۱۰۰ کیلومتری پایتخت منطقه ای ییلاقی و عشایری در نزدیکی روستای محمودآباد و گرم آبسرد
که گفته شده در امکاناتی چون سالهای دور زندگی می‌کنند و از داشتن شناسنامه و امکاناتی چون یارانه محرومند.

از مردم این روستا به عنوان مردمان بی شناسنامه نزدیک پایتخت یاد شده‌است.